# Journal of Chemical & Engineering Data
Journal of Chemical & Engineering Data (nach ISO 4-Standard in Literaturzitaten mit J. Chem. Eng. Data abgekürzt) ist eine US-amerikanische Fachzeitschrift für Verfahrenstechnik und  Technische Chemie. Die Zeitschrift wird von der American Chemical Society herausgegeben und behandelt Erkenntnisse aus Forschung und Entwicklung sowie deren Umsetzung in der technischen Praxis und die Anwendung in der Industrie. Besonderer Schwerpunkt ist die Veröffentlichung von experimentellen Daten und die Evaluation und theoretische Vorausberechnung von Stoffeigenschaften. Dabei geht es um physikalische und thermodynamische Daten sowie von Stoffübergangsdaten wohldefinierter Stoffe einschließlich komplexer Mischungen bekannter Zusammensetzung. Auch Systeme mit Umweltrelevanz und solche von biochemischem Interesse werden behandelt.
Der Impact Factor lag im Jahr 2020 bei 2,694. Nach der Statistik des Web of Science wurde das Journal 2020 in der Kategorie multidisziplinäre Chemie an 99. Stelle von 178 Zeitschriften und in der Kategorie chemische Ingenieurwissenschaften an 77. Stelle von 143 Zeitschriften geführt.